# Törökbálint
Törökbálint je naselje na Madžarskem, ki upravno spada v podregijo Budaörsi Županije Pešta.